# 王兆鵬
王兆鵬，台灣佛教出家眾。原刑事訴訟法學者。2012年與律師羅秉成、律師葉建廷、律師高涌誠等人共同發起設立社團法人台灣冤獄平反協會。其後在南投縣鹿谷鄉終南山淨律寺淨律學佛院出家，外法號成慈，內法號振悲，屬於曹洞宗。

## 經歷
- 國立臺灣大學法律學院教授兼副院長
- 國立臺灣大學法律學院科際整合法律學研究所所長
- 司法院刑事訴訟法研究修正委員會委員
- 法務部犯罪研究中心委員
- 內政部警察法學研究中心委員
- 法務部律師懲戒覆審委員會委員
- 日本東京大學訪問學者
- 美國紐約州律師
- 中華民國律師

## 學歷
- 美國芝加哥大學法學博士
- 美國芝加哥大學法學碩士
- 美國哥倫比亞大學法學碩士
- 國立臺灣大學法學士

## 著作
- 刑事訴訟法（上）（下），2020年（與張明偉及李榮耕合著）
- 上訴及救濟程序，2013年（與蔡羽玄合著）
- 刑事救濟程序之新思維，2010年
- 一事不再理，2008年
- 美國刑事訴訟法，2007年
- 新刑訴，新思維，2005年
- 當事人進行主義之刑事訴訟法，2004年
- 刑事被告的憲法權利，2004年
- 傳聞法則，2004年（與陳運財等合著）
- 路檢、盤查與人權，2003年
- 搜索扣押與刑事被告的憲法權利，2003年